# Cartagena Fútbol Club
Il Cartagena Fútbol Club è una squadra di calcio con sede a Cartagena. Il club ha disputato 15 stagioni nella serie cadetta spagnola.

## Storia
Il club nacque nel 1919 dalla scissione dello Sporting Club Carthago in Unión Deportiva Carthago e per l'appunto Cartagena Fútbol Club. Il Cartagena FC si impose come principale squadra cittadina, raggiungendo anche la serie cadetta iberica in più occasioni.
Nel 1942 la società ottenne dalla federazione spagnola di non partecipare a nessun campionato, per poi tornare all'attività agonistica l'anno seguente.
Nel 1948 era stata fondata la Unión Deportiva Cartagenera che dal 1952, dopo il fallimento del Cartagena FC, divenne il primo club cittadino. I tifosi spinsero il Cartagenera ad assumere il nome di Club Deportivo Cartagena nel 1961. Nel 1974 il CD Cartagena assume il nome dello storico Cartagena Fútbol Club, venendo anche riconosciuto dalla federazione come effettiva continuazione del club nato nel 1919.
Nel 1997 il club si ritira dal campionato, rimanendo attivo solo a livello giovanile. La società tornò ad avere una prima squadra a partire dal 2002 ripartendo dalla 1ª Categoría Territorial.

## Palmarès

### Competizioni nazionali
- Segunda División B: 1

1991-1992
- Tercera División: 1

1979-1980